# Baie de Haïfa
La baie de Haïfa (en hébreu : מפרץ חיפה, Mifratz Haifa) est une baie de la mer Méditerranée sur les rives de laquelle se situent la ville côtière éponyme de Haïfa au sud et celle d'Acre au nord. Le Kishon se jette dans la baie, qui est le seul port naturel d'Israël sur la Méditerranée. 
La « baie de Haïfa » désigne également l'un des neuf quartiers de Haïfa, couvrant la zone essentiellement industrielle au nord-est du centre-ville et au sud de Kiryat Haïm. 

## Histoire

Images historiques de la baie de Haïfa
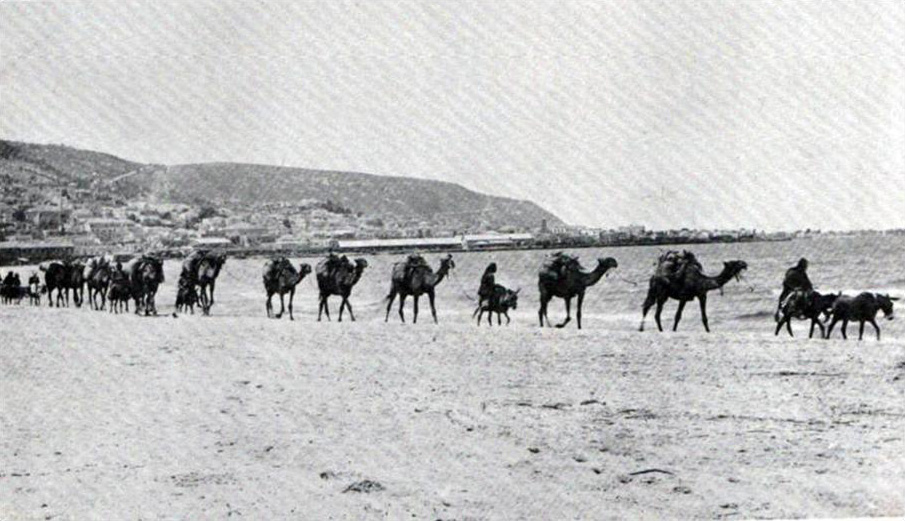
Caravane devant la baie de Haïfa en 1912
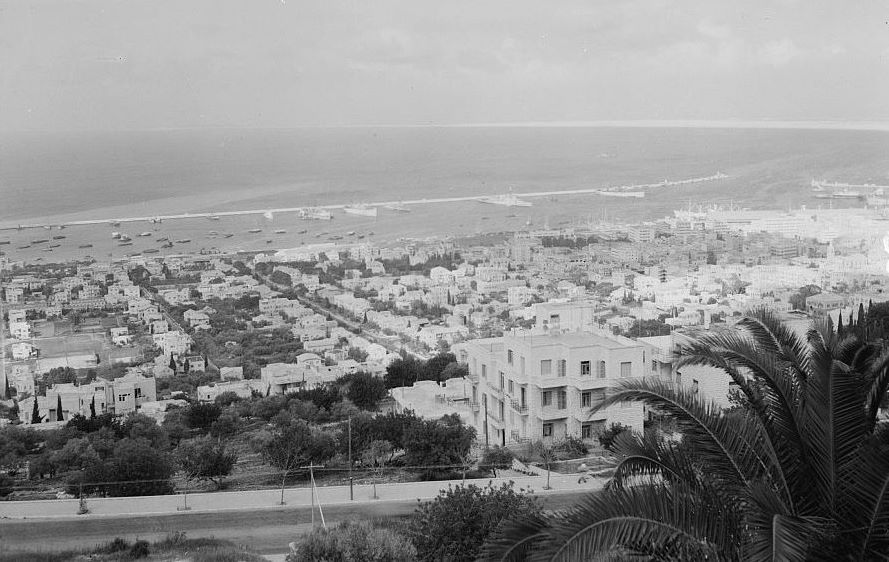
La baie de Haïfa en 1935
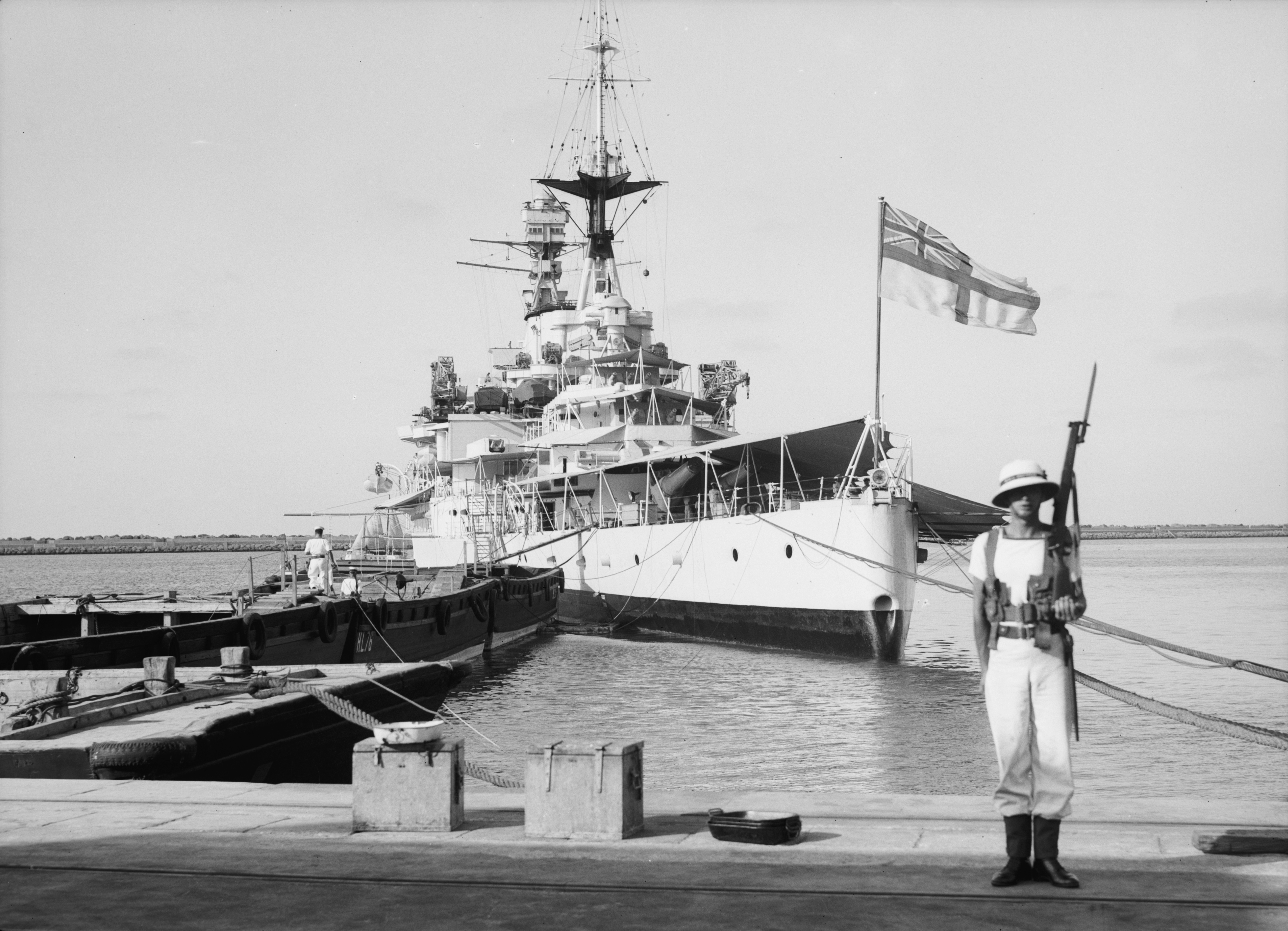
Le croiseur britannique dans le port de Haïfa en 1938

Images modernes de la baie de Haïfa
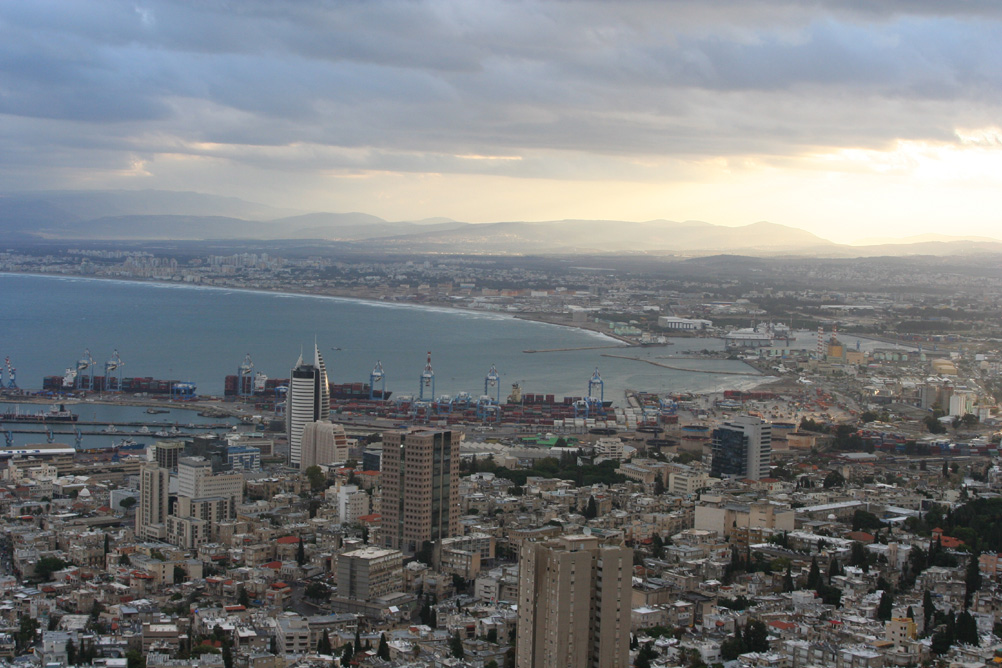
Ville et baie de Haïfa en 2006
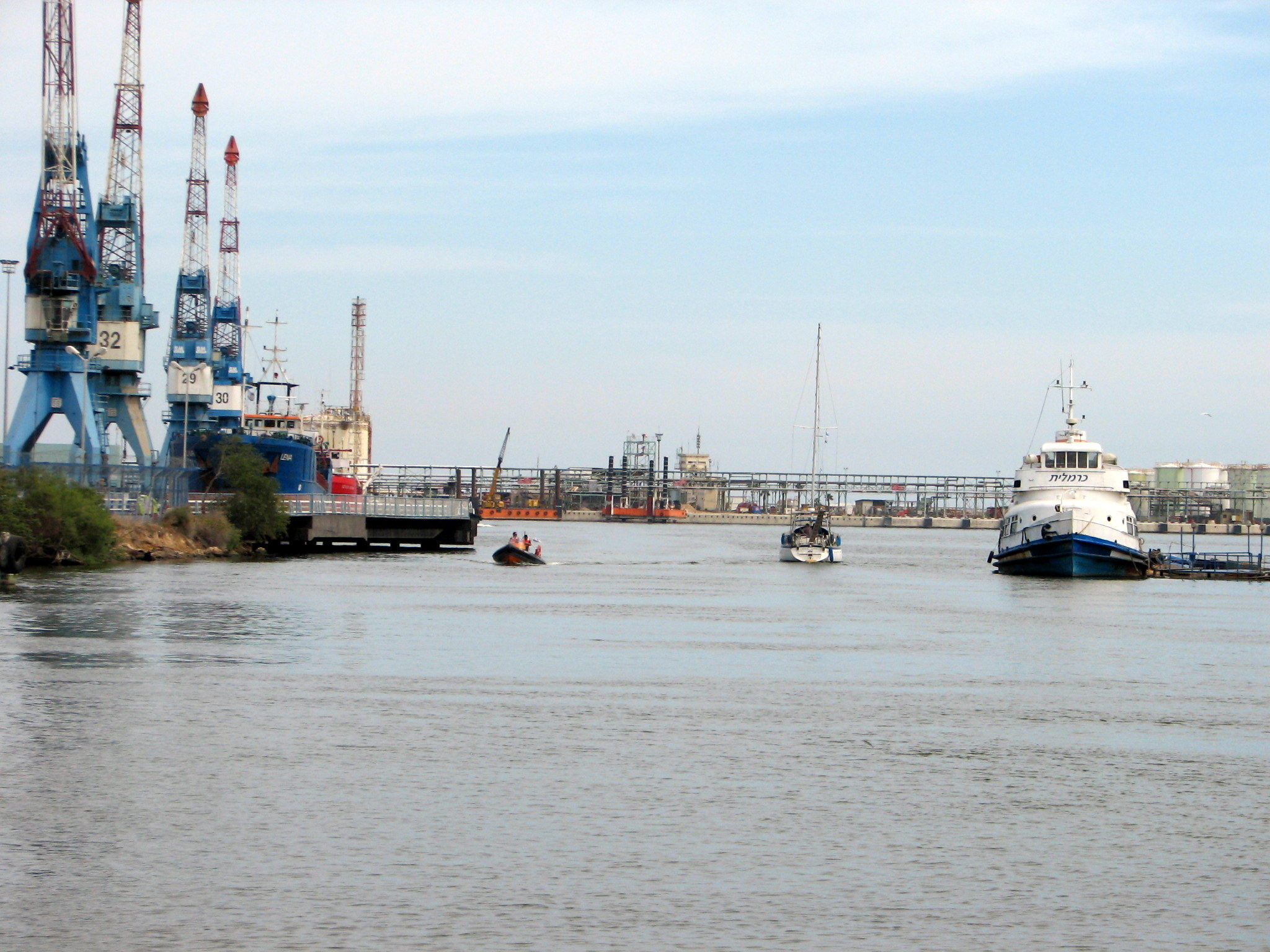
Port de pêche et de tourisme de Haïfa en 2010
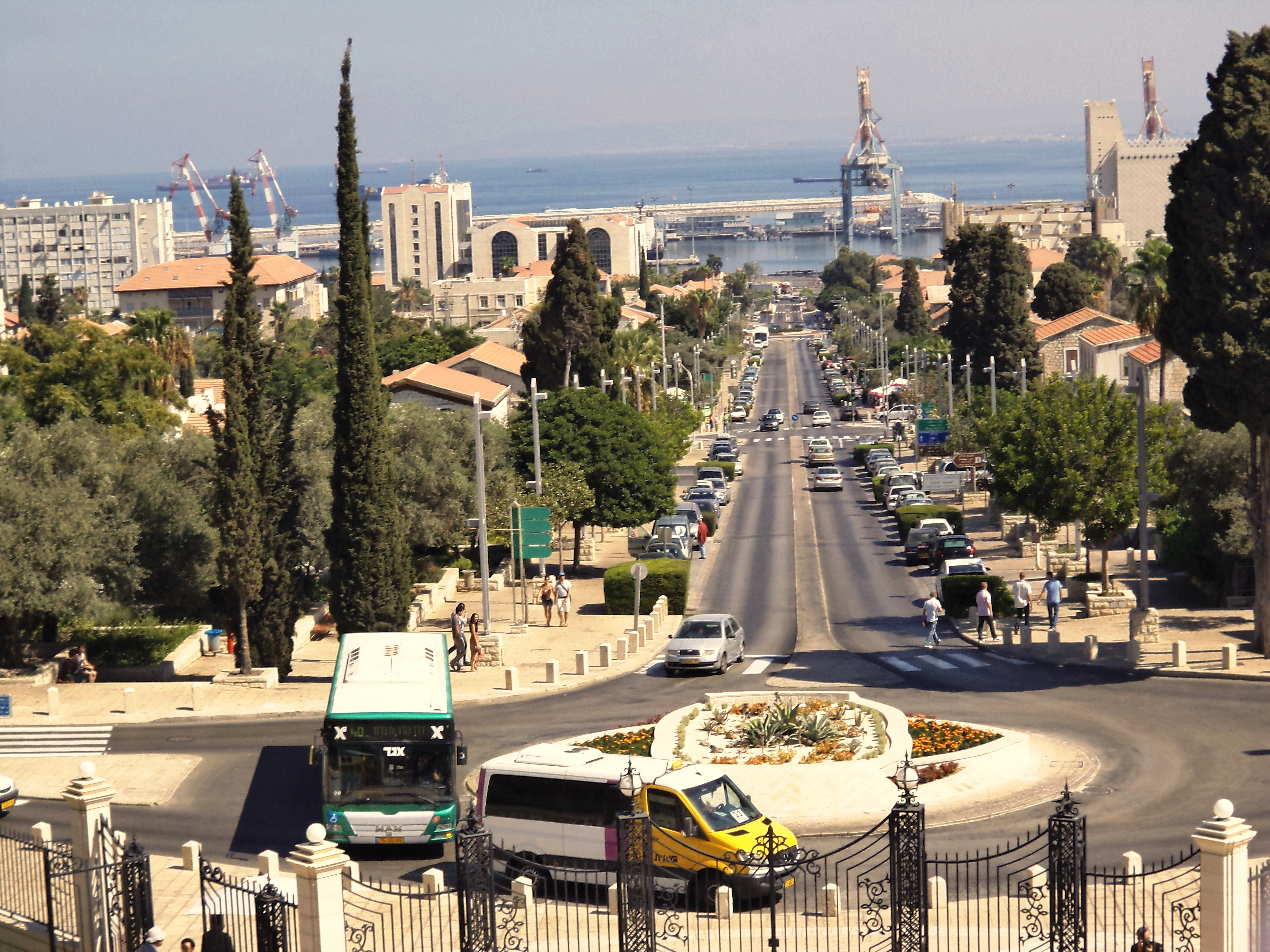
Avenue et port de Haïfa en 2012